# Colombia ai Giochi della XXXIII Olimpiade
La Colombia ha partecipato ai Giochi della XXXIII Olimpiade che si sono svolti a Parigi dal 26 luglio all'11 agosto 2024, con una delegazione di 88 atleti, 37 uomini e 51 donne in 19 sports e in 24 discipline.
I portabandiera alla cerimonia di apertura dei Giochi della XXXIII Olimpiade sono stati Kevin Quintero e Flor Ruiz.

## Medagliere

### Medaglie
| Medaglia | Nome             | Sport             | Evento          |
| -------- | ---------------- | ----------------- | --------------- |
| Argento  | Ángel Barajas    | Ginnastica        | Sbarra          |
| Argento  | Yeison López     | Sollevamento pesi | 89 kg maschile  |
| Argento  | Mari Sánchez     | Sollevamento pesi | 71 kg femminile |
| Bronzo   | Tatiana Rentería | Lotta             | 76 kg femminile |

## Delegazione
| Sport             | Uomini | Donne | Totale |
| ----------------- | ------ | ----- | ------ |
| Atletica leggera  | 8      | 10    | 18     |
| Calcio            | 0      | 18    | 18     |
| Canoa/kayak       | 0      | 1     | 1      |
| Ciclismo          | 9      | 6     | 15     |
| Equitazione       | 1      | 0     | 1      |
| Ginnastica        | 1      | 1     | 2      |
| Golf              | 2      | 1     | 3      |
| Judo              | 0      | 1     | 1      |
| Lotta             | 2      | 2     | 4      |
| Nuoto             | 1      | 1     | 2      |
| Pugilato          | 1      | 4     | 5      |
| Scherma           | 1      | 0     | 1      |
| Skateboard        | 1      | 1     | 2      |
| Sollevamento pesi | 2      | 2     | 4      |
| Tennis            | 0      | 1     | 1      |
| Tiro con l'arco   | 3      | 1     | 4      |
| Triathlon         | 0      | 1     | 1      |
| Tuffi             | 3      | 0     | 3      |
| Vela              | 1      | 0     | 1      |
| Totale            | 37     | 51    | 88     |